# Эрскин, Маргарет
Леди Маргарет Эрскин (8 октября 1515 — 5 мая 1572) — дворянка, любовница короля Шотландии Якова V Стюарта и мать Джеймса Стюарта, 1-го графа Морея, регента Шотландии (1567—1570).

## Биография
Родилась 8 октября 1515 года. Одна из дочерей Джона Эрскина, 5-го лорда Эрскина (1487—1555), и леди Маргарет Кэмпбелл, дочери Арчибальда Кэмпбелла, 2-го графа Аргайла, и Элизабет Стюарт. Сестра Джона Эрскина, 1-го графа Мара (? — 1572), регента Шотландии в 1571—1572 годах.
В то время у короля Якова V было несколько любовниц, но некоторые источники описывают её как его любимицу. В 1527 году Маргарет Эрскин вышла замуж за сэра Роберта Дугласа из Лохливена, убитого в битве при Пинки (10 сентября 1547 года). Она стала хранительницей замка Лохливен. У неё было двое сыновей от Якова V после брака с Робертом Дугласом. Первый сын, Джеймс Стюарт, 1-й граф Морей (ок. 1531—1570), был регентом во времена правления Якова VI. Говорят, что когда Маргарет Эрскин была беременна, ей приснился пророческий сон о льве и драконе, геральдических животных, сражающихся в её утробе. Вторым сыном был Роберт Стюарт, который стал приором Уиторна и умер в 1581 году.
Хотя Маргарет Эрскин вышла замуж за Роберта Дугласа, есть свидетельства того, что король Яков V рассматривал возможность их развода и женитьбу на своей любовнице. Похоже, что Яков V Стюарт или один из его советников обратился за советом к папе римскому по этому поводу в июне 1536 года. Незадолго до того, как Яков V заключил брачный контракт с Мадлен Валуа в ноябре 1536 года, Карл, епископ Маконский и французский посол в Ватикане, написал, обсуждая свою аудиенцию с папой. Епископ сказал папе римскому, что король Яков никогда не намеревался жениться на Маргарет, и петиция была обманом. Папа же ответил, что он отложил предоставление разрешения, полагая, что предложение было сделано без ведома короля.
В хрониках и в английских письмах также упоминается эта схема и участие в ней Джеймса Гамильтона из Финнарта. Одним из информаторов английского посла сэра Уильяма Говарда была Маргарет Тюдор, и он сообщил королю Англии Генриху VIII;
«Сир, я слышал, как милостью королевы, вашей сестрой, так и другими людьми, что брак между королевской милостью вашим племянником и госпожой де Вандом расторгнут, и он женится на знатной женщине из Шотландии, дочери лорда Эрскина, которая была с вашей светлостью прошлым летом в Торнбери; от которой он имел ребенка, имел мужа, и его светлость нашел способ развестись с ними. И в этой стране, насколько люди осмеливаются, по этому поводу разносятся великие причитания. Сир, ни один человек не был посвящен в это дело, кроме сэра Джеймса Гамильтона». (25 апреля 1536 г.)
Если бы брак состоялся, их сын Джеймс Стюарт, 1-й граф Морей, будущий регент Шотландии, мог бы быть признан законным. К июлю 1536 года имперский посол в Лондоне Эсташ Шапюи и испанские дипломаты в Ватикане считали, что брак уже состоялся.
В феврале 1558 года Маргарет Эрскин присоединилась к Джеймсу МакГиллу из Нижнего Ранкелура и Джеймсу Адамсону и Джеймсу Барроуну, двум эдинбургским купцам, чтобы занять деньги и финансовые письма у итальянского банкира Тимоти Каньоли. Заем должен был профинансировать поездку ее сына Джеймса Стюарта в Париж, чтобы заключить брак Марии, королевы Шотландии, и короля Франции Франциска II.
Её второй сын Роберт Дуглас был отправлен в Англию и Кембриджский университет в 1560 году в качестве заложника по Берикскому договору.
В июле 1564 года Маргарет Эрскин оставила земли Нижнего Фриартона в Файфе, чтобы её сын граф Морей мог передать их Уильяму Киркалди из Грейнджа и его жене Элизабет Лермонт, заменив хартию 1560 года.
Она стала хранительницей Марии Стюарт, королевы Шотландии в замке Лохливен в 1567 году, вместе со своим старшим сыном Уильямом Дугласом, позже графом Мортоном.
В 1570-х годах Маргарет Эрскин присматривала за своими внучками в Нью-хаусе в Лохливене и вела переписку с их матерью, Агнес Кейт, графиней Морей. Агнес Кейт прислала ей виски «aqua vitae» . В январе 1570 года она написала, что озеро Лохливен замерзло, а её сын находится в «Лоахе», старом замке на озерном острове, потому что он держал графа Нортумберленда, бежавшего из Англии после подавления Северного восстания.

## Семья
Среди детей Маргарет Эрскин от сэра Роберта Дугласа:
- Уильям Дуглас, 6-й граф Мортон (ок. 1540 — 27 сентября 1606)
- Роберт Дуглас, который женился на Кристин Стюарт, 4-й графине Бьюкен (ок. 1548—1580), и был отцом Джеймса Дугласа, 5-го графа Бьюкена (? — 1601).
- Маргарет Дуглас
- Юфимия Дуглас, вышедшая замуж за Патрика Линдси, 6-го лорда Линдси (1521—1589).
- Джанет Дуглас, вышедшая замуж за сэра Джеймса Колвилла из Истер-Уэмисса (ум. 1562).
- Кэтрин Дуглас, вышедшая замуж за Дэвида Дьюри.